# Temporada da Indy Racing League de 2000
A Temporada da Indy Racing League de 2000 foi a quinta temporada da categoria, que começou no dia 29 de janeiro e foi encerrado em 15 de outubro. O campeão foi o estadunidense Buddy Lazier da equipe Hemelgarn Racing.

## Calendário
| Prova | Nome da corrida          | Circuito                         | Local        | Data          |
| ----- | ------------------------ | -------------------------------- | ------------ | ------------- |
| 1     | Delphi Indy 200          | Walt Disney World Speedway       | Bay Lake     | 29 de janeiro |
| 2     | MCI WorldCom Indy 200    | Phoenix International Raceway    | Avondale     | 19 de março   |
| 3     | Vegas Indy 300           | Las Vegas Motor Speedway         | Clark County | 22 de abril   |
| 4     | 84th Indianapolis 500    | Indianapolis Motor Speedway      | Speedway     | 28 de maio    |
| 5     | Casino Magic 500         | Texas Motor Speedway             | Fort Worth   | 11 de junho   |
| 6     | Radisson 200             | Pikes Peak International Raceway | Fountain     | 18 de junho   |
| 7     | Midas 500 Classic        | Atlanta Motor Speedway           | Hampton      | 15 de julho   |
| 8     | Belterra Resort Indy 300 | Kentucky Speedway                | Sparta       | 27 de agosto  |
| 9     | Excite 500               | Texas Motor Speedway             | Fort Worth   | 15 de outubro |

- Circuitos ovais
- Circuitos de rua temporários
- Circuitos mistos permanentes

## Pilotos e Equipes
| Equipe                            | Chassis       | Motor             | Pneu | Nº | Pilotos               | Corridas |
| --------------------------------- | ------------- | ----------------- | ---- | -- | --------------------- | -------- |
| A. J. Foyt Enterprises            | G-Force       | Oldsmobile Aurora | F    | 11 | Eliseo Salazar        | Todas    |
| A. J. Foyt Enterprises            | G-Force       | Oldsmobile Aurora | F    | 14 | Jeff Ward             | Todas    |
| A. J. Foyt Enterprises            | G-Force       | Oldsmobile Aurora | F    | 41 | Billy Boat            | 4        |
| Beck Motorsports                  | Dallara       | Oldsmobile Aurora | F    | 54 | Hideshi Matsuda       | 4        |
| Blueprint Racing                  | G-Force       | Oldsmobile Aurora | F    | 27 | Niclas Jönsson (R)    | 1        |
| Blueprint Racing                  | G-Force       | Oldsmobile Aurora | F    | 27 | Jimmy Kite            | 2-9      |
| Bradley Motorsports               | Dallara       | Oldsmobile Aurora | F    | 12 | Buzz Calkins          | Todas    |
| Byrd-McCormack Motorsports        | G-Force       | Oldsmobile Aurora | F    | 30 | Jon Herb (R)          | 1        |
| Byrd-McCormack Motorsports        | G-Force       | Oldsmobile Aurora | F    | 30 | Ronnie Johncox        | 2-3      |
| Byrd-McCormack Motorsports        | G-Force       | Oldsmobile Aurora | F    | 30 | J. J. Yeley           | 7-9      |
| Byrd-McCormack Motorsports        | Riley & Scott | Oldsmobile Aurora | F    | 30 | Robby Unser           | 5-6      |
| Byrd-McCormack Motorsports        | Riley & Scott | Oldsmobile Aurora | F    | 30 | Robby Unser           | 4        |
| Cahill Racing                     | Dallara       | Oldsmobile Aurora | F    | 98 | Donnie Beechler       | Todas    |
| Chip Ganassi Racing               | G-Force       | Oldsmobile Aurora | F    | 9  | Juan Pablo Montoya    | 4        |
| Chip Ganassi Racing               | G-Force       | Oldsmobile Aurora | F    | 10 | Jimmy Vasser          | 4        |
| Dick Simon Racing                 | G-Force       | Oldsmobile Aurora | F    | 7  | Stéphan Grégoire      | Todas    |
| Dick Simon Racing                 | G-Force       | Oldsmobile Aurora | F    | 90 | Lyn St. James         | 4        |
| Dreyer & Reinbold Racing          | G-Force       | Oldsmobile Aurora | F    | 24 | Robbie Buhl           | 1-4      |
| Dreyer & Reinbold Racing          | G-Force       | Nissan Infiniti   | F    | 24 | Robbie Buhl           | 5-9      |
| Dreyer & Reinbold Racing          | G-Force       | Nissan Infiniti   | F    | 23 | Steve Knapp           | 4        |
| Fast Track Racing                 | Dallara       | Oldsmobile Aurora | F    | 48 | Andy Hillenburg (R)   | 4        |
| Galles Racing                     | G-Force       | Oldsmobile Aurora | F    | 3  | Al Unser Jr.          | Todas    |
| Hemelgarn Racing                  | Riley & Scott | Oldsmobile Aurora | F    | 91 | Buddy Lazier          | 1-3      |
| Hemelgarn Racing                  | Dallara       | Oldsmobile Aurora | F    | 91 | Buddy Lazier          | 4-9      |
| Hemelgarn Racing                  | Dallara       | Oldsmobile Aurora | F    | 92 | Stan Wattles          | 4        |
| Hemelgarn Racing                  | Dallara       | Oldsmobile Aurora | F    | 48 | Dan Drinan (R)        | 4        |
| Hubbard-Immke Racing              | Dallara       | Oldsmobile Aurora | F    | 20 | Tyce Carlson          | 1-3, 5-9 |
| Indy Regency Racing               | G-Force       | Oldsmobile Aurora | F    | 22 | Johnny Unser          | 4        |
| Kelley Racing                     | Dallara       | Oldsmobile Aurora | F    | 8  | Scott Sharp           | Todas    |
| Kelley Racing                     | Dallara       | Oldsmobile Aurora | F    | 28 | Mark Dismore          | Todas    |
| Logan Racing                      | Dallara       | Oldsmobile Aurora | F    | 19 | Billy Roe             | 5        |
| Logan Racing                      | Dallara       | Oldsmobile Aurora | F    | 19 | Stevie Reeves (R)     | 7-9      |
| Mid America Motorsports           | Dallara       | Oldsmobile Aurora | F    | 43 | Doug Didero (R)       | 1-3, 5-6 |
| Mid America Motorsports           | Dallara       | Oldsmobile Aurora | F    | 43 | Doug Didero (R)       | 4        |
| Mid America Motorsports           | Dallara       | Oldsmobile Aurora | F    | 43 | Scott Harrington      | 7        |
| Mid America Motorsports           | Dallara       | Oldsmobile Aurora | F    | 43 | Jaques Lazier         | 8        |
| Mid America Motorsports           | Dallara       | Oldsmobile Aurora | F    | 43 | Davey Hamilton        | 9        |
| Nienhouse Motorsports             | G-Force       | Oldsmobile Aurora | F    | 17 | Niclas Jönsson (R)    | 2        |
| Nienhouse Motorsports             | Dallara       | Oldsmobile Aurora | F    | 17 | Scott Harrington      | 3        |
| Nienhouse Motorsports             | Dallara       | Oldsmobile Aurora | F    | 17 | Scott Harrington      | 4        |
| Pagan Racing                      | Dallara       | Oldsmobile Aurora | F    | 75 | Richie Hearn          | 4        |
| Panther Racing                    | Dallara       | Oldsmobile Aurora | F    | 4  | Scott Goodyear        | Todas    |
| PDM Racing                        | G-Force       | Oldsmobile Aurora | F    | 18 | Sam Hornish Jr. (R)   | 1-3, 6   |
| PDM Racing                        | Dallara       | Oldsmobile Aurora | F    | 18 | Sam Hornish Jr. (R)   | 4-5, 8-9 |
| Sinden Racing                     | Dallara       | Oldsmobile Aurora | F    | 44 | Davey Hamilton        | 1        |
| Team Cheever                      | Riley & Scott | Nissan Infiniti   | F    | 51 | Eddie Cheever         | 1        |
| Team Cheever                      | Dallara       | Nissan Infiniti   | F    | 51 | Eddie Cheever         | 2-9      |
| Team Cheever                      | G-Force       | Oldsmobile Aurora | F    | 40 | Davy Jones            | 4        |
| Team Coulson                      | G-Force       | Oldsmobile Aurora | F    | 40 | Roberto Guerrero      | 8        |
| Team Coulson                      | G-Force       | Oldsmobile Aurora | F    | 41 | Roberto Guerrero      | 4        |
| Team Menard                       | Dallara       | Oldsmobile Aurora | F    | 1  | Greg Ray              | Todas    |
| Team Menard                       | Dallara       | Oldsmobile Aurora | F    | 32 | Robby Gordon          | 4        |
| Team Pelfrey                      | Dallara       | Oldsmobile Aurora | F    | 81 | Billy Boat            | 1-3, 5-9 |
| Team Pelfrey                      | Dallara       | Oldsmobile Aurora | F    | 82 | Memo Gidley (R)       | 4        |
| TeamXtreme Racing                 | G-Force       | Oldsmobile Aurora | F    | 16 | Davey Hamilton        | 2-8      |
| TeamXtreme Racing                 | G-Force       | Oldsmobile Aurora | F    | 16 | Jaques Lazier         | 9        |
| TeamXtreme Racing                 | G-Force       | Oldsmobile Aurora | F    | 42 | John Hollansworth Jr. | 1        |
| TeamXtreme Racing                 | G-Force       | Oldsmobile Aurora | F    | 88 | Airton Daré (R)       | Todas    |
| Treadway Racing                   | G-Force       | Oldsmobile Aurora | F    | 5  | Robby McGehee         | 2-8      |
| Treadway Racing                   | G-Force       | Oldsmobile Aurora | F    | 55 | Robby McGehee         | 1        |
| Treadway Racing                   | G-Force       | Oldsmobile Aurora | F    | 50 | Jason Leffler (R)     | 4        |
| Treadway-Vertex Cunningham Racing | G-Force       | Oldsmobile Aurora | F    | 15 | Raul Boesel           | 4        |
| Treadway-Vertex Cunningham Racing | G-Force       | Oldsmobile Aurora | F    | 55 | Jason Leffler (R)     | 3        |
| Treadway-Vertex Cunningham Racing | G-Force       | Oldsmobile Aurora | F    | 55 | Shigeaki Hattori (R)  | 5-9      |
| Tri-Star Motorsports              | Dallara       | Oldsmobile Aurora | F    | 6  | Jeret Schroeder (R)   | Todas    |
| Tri-Star Motorsports              | Dallara       | Oldsmobile Aurora | F    | 9  | Robby Unser           | 1        |
| Tri-Star Motorsports              | Dallara       | Oldsmobile Aurora | F    | 21 | Jack Miller           | 3        |
| Tri-Star Motorsports              | Dallara       | Oldsmobile Aurora | F    | 21 | Jack Miller           | 4        |
| Tri-Star Motorsports              | Dallara       | Oldsmobile Aurora | F    | 21 | Zak Morioka (R)       | 9        |
| Truscelli Racing                  | G-Force       | Oldsmobile Aurora | F    | 33 | Jaques Lazier         | 1, 3-6   |
| Truscelli Racing                  | G-Force       | Oldsmobile Aurora | F    | 33 | Bobby Regester (R)    | 2        |
| Walker Racing                     | Riley & Scott | Oldsmobile Aurora | F    | 15 | Sarah Fisher (R)      | 2-3      |
| Walker Racing                     | Dallara       | Oldsmobile Aurora | F    | 15 | Sarah Fisher (R)      | 4-9      |

- (R) - Rookie
- Pilotos que disputaram todas as corridas
- Pilotos que disputaram parcialmente a temporada
- Corridas em que o piloto não se qualificou

## Resultados
| # | Corrida      | Pole Position  | Líder por mais voltas | Vencedor           | Equipe            | Descrição |
| - | ------------ | -------------- | --------------------- | ------------------ | ----------------- | --------- |
| 1 | Walt Disney  | Greg Ray       | Robbie Buhl           | Robbie Buhl        | Dreyer & Reinbold | Descrição |
| 2 | Phoenix      | Greg Ray       | Scott Sharp           | Buddy Lazier       | Hemelgarn         | Descrição |
| 3 | Las Vegas    | Mark Dismore   | Mark Dismore          | Al Unser, Jr.      | Galles            | Descrição |
| 4 | Indianápolis | Greg Ray       | Juan Pablo Montoya    | Juan Pablo Montoya | Chip Ganassi      | Descrição |
| 5 | Texas 1      | Buddy Lazier   | Al Unser, Jr.         | Scott Sharp        | Kelley            | Descrição |
| 6 | Colorado     | Greg Ray       | Scott Sharp           | Eddie Cheever      | Cheever           | Descrição |
| 7 | Atlanta      | Greg Ray       | Greg Ray              | Greg Ray           | Menard            | Descrição |
| 8 | Kentucky     | Scott Goodyear | Scott Goodyear        | Buddy Lazier       | Hemelgarn         | Descrição |
| 9 | Texas 2      | Greg Ray       | Al Unser, Jr.         | Scott Goodyear     | Panther           | Descrição |

## Pontuação
| Pos | Piloto           | DIS | PHO | LVS | IND | TX1 | COL | ATL | KEN | TX2 | Pts |
| --- | ---------------- | --- | --- | --- | --- | --- | --- | --- | --- | --- | --- |
| 1   | B. Lazier        | 2   | 1   | 22  | 2   | 7   | 26  | 2   | 1   | 4   | 290 |
| 2   | Goodyear         | 4   | 2   | 12  | 9   | 5   | 16  | 11  | 2   | 1   | 272 |
| 3   | Cheever          | 3   | 10  | 11  | 5   | 9   | 1   | 21  | 4   | 2   | 257 |
| 4   | Salazar          | 5   | 4   | 18  | 3   | 17  | 6   | 10  | 25  | 5   | 210 |
| 5   | Dismore          | 16  | 16  | 2   | 11  | 6   | 4   | 18  | 11  | 14  | 202 |
| 6   | Beechler         | 6   | 3   | 26  | 12  | 22  | 5   | 5   | 10  | 6   | 202 |
| 7   | Sharp            | 15  | 5   | 27  | 10  | 1   | 3   | 16  | 24  | 13  | 196 |
| 8   | Buhl             | 1   | 7   | 5   | 26  | 18  | 23  | 6   | 13  | 18  | 190 |
| 9   | Unser Jr.        | 25  | 9   | 1   | 29  | 3   | 10  | 3   | 27  | 17  | 188 |
| 10  | Boat             | 9   | 6   | 7   | 15  | 23  | 18  | 8   | 18  | 3   | 181 |
| 11  | Ward             | 7   | 11  | 21  | 4   | 19  | 15  | 19  | 6   | 8   | 176 |
| 12  | McGehee          | 10  | 24  | 6   | 21  | 2   | 13  | 4   | 14  | 24  | 174 |
| 13  | Ray              | 17  | 19  | 9   | 33  | 15  | 20  | 1   | 7   | 26  | 172 |
| 14  | Grégoire         | 18  | 8   | 28  | 8   | 11  | 8   | 7   | 5   | 20  | 171 |
| 15  | Calkins          | 8   | 23  | 25  | 18  | 4   | 12  | 23  | 12  | 9   | 145 |
| 16  | Daré             | 11  | 22  | 14  | 25  | 10  | 2   | 25  | 19  | 12  | 142 |
| 17  | Schroeder        | 19  | 12  | 4   | 14  | 21  | 7   | 24  | 26  | 16  | 136 |
| 18  | Fisher           |     | 13  | 13  | 31  | 12  | 25  | 14  | 3   | 11  | 124 |
| 19  | Carlson          | 13  | 15  | 8   | NQ  | 13  | 11  | 13  | 22  | 23  | 124 |
| 20  | J. Lazier        | 23  |     | 10  | 13  | 14  | 9   |     | 20  | 10  | 112 |
| 21  | Hornish Jr.      | 20  | 17  | 3   | 24  | 20  | 19  |     | 9   | 27  | 110 |
| 22  | Hattori          |     |     |     |     | 8   | 17  | 9   | 8   | 7   | 109 |
| 23  | Hamilton         | 26  | 18  | 20  | 20  | 24  | 14  | 15  | 16  | 19  | 98  |
| 24  | Kite             |     | 26  | 16  | 30  | 24  | 12  | 12  | 17  | 21  | 79  |
| 25  | Montoya          |     |     |     | 1   |     |     |     |     |     | 54  |
| 26  | Didero           | 14  | 25  | 19  | NQ  | 27  | 22  |     |     |     | 43  |
| 27  | Johncox          |     | 14  | 13  |     |     |     |     |     |     | 33  |
| 28  | Yeley            |     |     |     |     |     |     | 17  | 15  | 25  | 33  |
| 29  | Gordon           |     |     |     | 6   |     |     |     |     |     | 28  |
| 30  | Leffler          |     |     | 15  | 17  |     |     |     |     |     | 28  |
| 31  | Jönsson          | 12  | 21  |     |     |     |     |     |     |     | 27  |
| 32  | Vasser           |     |     |     | 7   |     |     |     |     |     | 26  |
| 33  | Reeves           |     |     |     |     |     |     | 22  | 21  | 22  | 25  |
| 34  | R. Unser         | 24  |     |     | NQ  | 26  | 21  |     |     |     | 19  |
| 35  | Harrington       |     |     | 23  | NQ  |     |     | 20  |     |     | 17  |
| 36  | Morioka          |     |     |     |     |     |     |     |     | 15  | 15  |
| 37  | Boesel           |     |     |     | 16  |     |     |     |     |     | 14  |
| 38  | Knapp            |     |     |     | 19  |     |     |     |     |     | 11  |
| 39  | Regester         |     | 20  |     |     |     |     |     |     |     | 10  |
| 40  | Hollansworth Jr. | 21  |     |     |     |     |     |     |     |     | 9   |
| 41  | Herb             | 22  |     |     |     |     |     |     |     |     | 8   |
| 41  | J. Unser         |     |     |     | 22  |     |     |     |     |     | 8   |
| 43  | Wattles          |     |     |     | 23  |     |     |     |     |     | 7   |
| 43  | Guerrero         |     |     |     | NQ  |     |     |     | 23  |     | 7   |
| 45  | Miller           |     |     | 24  | NQ  |     |     |     |     |     | 6   |
| 46  | Roe              |     |     |     |     | 25  |     |     |     |     | 5   |
| 47  | Hearn            |     |     |     | 27  |     |     |     |     |     | 3   |
| 48  | Hillenburg       |     |     |     | 28  |     |     |     |     |     | 2   |
| 49  | St. James        |     |     |     | 32  |     |     |     |     |     | 1   |
| —   | Drinan           |     |     |     | NQ  |     |     |     |     |     | 0   |
| —   | Gidley           |     |     |     | NQ  |     |     |     |     |     | 0   |
| —   | Jones            |     |     |     | NQ  |     |     |     |     |     | 0   |
| —   | Matsuda          |     |     |     | NQ  |     |     |     |     |     | 0   |
| Pos | Piloto           | DIS | PHO | LVS | IND | TX1 | COL | ATL | KEN | TX2 | Pts |

| Cor           | Resultado             |
| ------------- | --------------------- |
| Ouro          | Vencedor              |
| Prata         | 2º lugar              |
| Bronze        | 3º lugar              |
| Verde         | 4º ao 5º lugar        |
| Azul          | 6º ao 10º lugar       |
| Roxo          | 11º lugar em diante   |
| Púrpura       | Não terminou          |
| Vermelho      | Não classificado (NQ) |
| Preto         | Desclassificado (DSQ) |
| Branco        | Não começou (NL)      |
| Marrom        | Substituído (S)       |
| Azul claro    | Apenas treino (AT)    |
| Sem cor       | Não participou        |
| Sem cor       | Lesionado (LES)       |
| Sem cor       | Excluído (EX)         |
|               |                       |
| Negrito       | Pole-position         |
| Itálico       | Líder por mais voltas |
| Rookie do ano |                       |
| Rookie        |                       |

Pontuação por prova
| Posição | 1  | 2  | 3  | 4  | 5  | 6  | 7  | 8  | 9  | 10 | 11 | 12 | 13 | 14 | 15 | 16 | 17 | 18 | 19 | 20 | 21 | 22 | 23 | 24 | 25 | 26 | 27 | 28 | 29 | 30 | 31 | 32 | 33 | VL | PP | P2 | P3 |
| ------- | -- | -- | -- | -- | -- | -- | -- | -- | -- | -- | -- | -- | -- | -- | -- | -- | -- | -- | -- | -- | -- | -- | -- | -- | -- | -- | -- | -- | -- | -- | -- | -- | -- | -- | -- | -- | -- |
| Pontos  | 50 | 40 | 35 | 32 | 30 | 28 | 26 | 24 | 22 | 20 | 19 | 18 | 17 | 16 | 15 | 14 | 13 | 12 | 11 | 10 | 9  | 8  | 7  | 6  | 5  | 4  | 3  | 2  | 1  | 1  | 1  | 1  | 1  | 2  | 3  | 2  | 1  |